# Richtlinie 92/91/EWG
Die Richtlinie 92/91/EWG ist eine Europäische Richtlinie, die als elfte Einzelrichtlinie zur Richtlinie 89/391/EWG (Arbeitsschutz-Rahmenrichtlinie) die Mindestvorschriften zur Sicherheit und zum Gesundheitsschutz für Arbeitnehmer in Betrieben, in denen durch Bohrungen Mineralien gewonnen werden, ergänzt.

## Anwendung
Als elfte ergänzende Einzelrichtlinie zu den allgemeinen Vorschriften zu Gesundheitsschutz und Sicherheit der Arbeit, die in der Richtlinie 89/391/EG festgelegt sind, definiert diese Richtlinie – unter Berücksichtigung der spezifischen Merkmale oder Risiken der Arbeitsstätte und der konkreten Aktivitäten – die Mindestvorschriften für die Sicherheit und den Gesundheitsschutz an Arbeitsplätzen in Betrieben, in denen an Land oder vor der Küste durch Bohrungen Mineralien gewonnen werden.
Arbeitgeber werden verpflichtet, bereits in der Konzeptionsphase Sicherheitserfordernisse an die Arbeitsstätten zu berücksichtigen, die Überwachung durch eine verantwortliche Person zu gewährleisten, Arbeiten mit einem erhöhten Risiko nur an qualifiziertes Personal zu übertragen und sicherzustellen, dass die Sicherheitsanweisungen für alle betroffenen Arbeitnehmer verständlich sind. Daneben sind Erste-Hilfe-Einrichtungen bereitzustellen und regelmäßig Sicherheitsübungen durchzuführen. Arbeitnehmer sind bezgl. der Angelegenheiten die Sie betreffen anzuhören. Tödliche und schwere Arbeitsunfälle sowie gefährliche Vorfälle muss der Arbeitgeber unverzüglich den zuständigen Behörden melden. Zum Schutz der Arbeitnehmer vor Gefahren (wie Brand, Explosionen und gesundheitsgefährdender Atmosphäre) muss der Arbeitgeber
- präventive Maßnahmen ergreifen, mit denen die Entstehung und Ausbreitung von Bränden und Explosionen verhindert, erkannt und bekämpft, sowie das Auftreten einer explosionsfähigen und/oder gesundheitsgefährdender Atmosphäre vorgebeugt werden können
- regelmäßige Sicherheitsbohrungen durchführen
- zur Sicherstellung, dass Arbeitnehmer in einer Gefahrsituation die Arbeitsstätte verlassen können, Flucht- und Rettungsmittel bereitstellen und unterhalten
- Warn- und andere Kommunikationssysteme bereitstellen, mit denen im Bedarfsfall Hilfs-, Flucht- und Rettungsoperationen eingeleitet werden können
- Arbeitnehmer über die getroffenen Maßnahmen die ihre Sicherheit und Gesundheit betreffen in Kenntnis setzen

Der Arbeitnehmer muss sich vor der Aufnahme einer Arbeit, die von dieser Richtlinie erfasst wird, und danach in regelmäßigen Abständen einer Gesundheitskontrolle unterziehen.
Vor dem Beginn der Mineralgewinnung ist ein Gesundheits- und Sicherheitsdokument zu erstellen, aus dem unter anderem hervorgeht, dass Risiken für die Arbeitnehmer an der Arbeitsstätte ermittelt und analysiert wurden, entsprechende Maßnahmen getroffen wurden und dass die Arbeitsstätten gemäß den Sicherheitsvorschriften angelegt, betrieben und unterhalten werden. Wenn Arbeitnehmer aus mehreren Unternehmen an derselben Arbeitsstätte anwesend sind, muss der für diese Arbeitsstätte Verantwortliche die Gesundheitsschutz- und Sicherheitsmaßnahmen, die sich auf diese Arbeitnehmer beziehen, koordinieren und dies im Dokument klar darlegen.
Auf bestehenden Arbeitsstätten müssen die Mindestvorschriften im Anhang dieser Richtlinie angewandt werden, wenn diese nach dem Inkrafttreten verändert, erweitert und/oder umgewandelt werden.
Nach Inkrafttreten wurde diese Richtlinie durch die Richtlinie 2007/30/EG geändert.

## Aufbau der Richtlinie  92/91/EWG
- ABSCHNITT I ALLGEMEINE BESTIMMUNGEN
  - Artikel 1 Ziel
  - Artikel 2 Definitionen
- ABSCHNITT II PFLICHTEN DES ARBEITGEBERS
  - Artikel 3 Allgemeine Verpflichtungen
  - Artikel 4 Brand- und Explosionsschutzmaßnahmen sowie Schutz vor gesundheitsgefährdender Atmosphäre
  - Artikel 5 Flucht- und Rettungsmittel
  - Artikel 6 Kommunikations-, Warn- und Alarmsysteme
  - Artikel 7 Unterrichtung der Arbeitnehmer
  - Artikel 8 Präventivmedizinische Überwachung
  - Artikel 9 Anhörung und Beteiligung der Arbeitnehmer
  - Artikel 10 Mindestvorschriften für Sicherheit und Gesundheitsschutz
- ABSCHNITT III SONSTIGE BESTIMMUNGEN
  - Artikel 11 Anpassung der Anhänge
  - Artikel 12 Schlußbestimmungen
  - Artikel 13
- ANHANG
  - ABSCHNITT A Gemeinsame Mindestvorschriften für den Onshore- und Offshore-Bereich
  - ABSCHNITT B Besondere Mindestvorschriften für den Onshore-Bereich
  - ABSCHNITT C Besondere Mindestvorschriften für den Offshore-Bereich